# U Know What I'm Sayin?
U Know What I'm Sayin? (stilizzato uknowhatimsayin¿) è il quinto album in studio del rapper statunitense Danny Brown, pubblicato nel 2019.

## Tracce
1. Change Up – 2:41
2. Theme Song – 2:46
3. Dirty Laundry – 3:04
4. 3 Tearz (featuring Run the Jewels) – 3:56
5. Belly of the Beast (featuring Obongjayar) – 2:34
6. Savage Nomad – 3:28
7. Best Life – 2:33
8. U Know What I'm Sayin? (featuring Obongjayar) – 2:55
9. Negro Spiritual (featuring JPEGMafia) – 2:44
10. Shine (featuring Blood Orange) – 3:18
11. Combat – 3:38